# Thoinot Arbeau

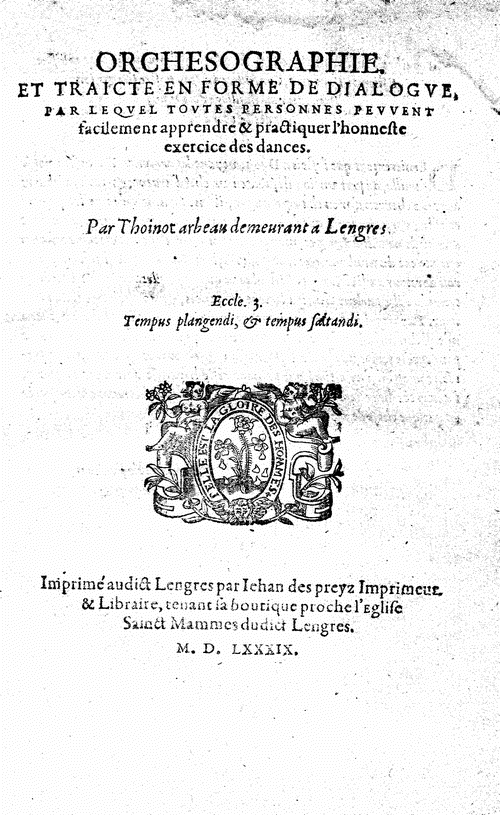
Orchesographie, Tratado de danzas, de Thoinot Arbeau.

Thoinot Arbeau es el anagrama con el que firmaba sus obras Jehan Tabourot (Dijon, 17 de marzo de 1519-Langres, 23 de julio de 1595), sacerdote católico francés, canónigo de Langres, recordado sobre todo por su manual de danzas Orchésographie.
Este manuscrito se publicó por primera vez en 1588 y se reimprimió en 1589 y en 1596. Contiene instrucciones detalladas para numerosos estilos de danza como branle, gallarda y pavana, así como secciones cortas acerca de música militar, tambores y marchas, y algunos aspectos de formas de danza como la Danza de Morris, la Canarie (danza de las Islas Canarias), la allemande, la courante y la basse danse. 
Orchesographie es la principal fuente de información sobre la danza renacentista. Está disponible en Internet como facsímil y texto (original francés), y existen traducciones al inglés, efectuadas por Mary Stewart Evans.
El manual contiene numerosas descripciones de danzas y músicos. También muchas tabulaciones de danzas en las que las instrucciones para los pasos están asociadas a las notas musicales (lo que a menudo no se muestra en las ediciones modernas), lo que en su tiempo representó una significativa innovación en relación con la notación de la danza.